# Медовичка бугенвільська
Медови́чка бугенвільська (Myzomela lafargei) — вид горобцеподібних птахів родини медолюбових (Meliphagidae). Ендемік Соломонових островів.

## Поширення і екологія
Бугенвільські медовички мешкають на Соломонових Островах (Санта-Ісабель, Шуазель, Шортлендські острови) та на островах Бугенвіль і Бука (Папуа Нова Гвінея). Вони живуть у вологих рівнинних і гірських тропічних лісах та в мангрових лісах.